# Chiesa dei Santi Nazario e Celso (Varazze)
La chiesa dei Santi Nazario e Celso è un edificio religioso sito in piazza San Nazario nel centro storico di Varazze, in provincia di Savona. La chiesa è sede della parrocchia omonima del vicariato di Albisola e Varazze della diocesi di Savona-Noli. L'edificio sorge nell'estrema zona di ponente del nucleo storico, al di fuori delle mura medievali.

## Storia e descrizione
La chiesa originaria risale al X secolo e venne fondata da monaci lerinensi, che già risiedevano nel monastero dell'Isola di Bergeggi. Soppresso questo monastero, la chiesa passò sotto la giurisdizione della diocesi di Savona.
L'aspetto attuale si deve ad interventi successivi, in particolare operati tra il Settecento e l'Ottocento. Dell'originario edificio non rimane nulla. Di medie dimensioni, la chiesa è divisa in tre navate ed è sede di una delle due parrocchie del centro cittadino. La facciata è opera posteriore risalente al 1870.
L'interno, finemente decorato con stucchi dorati e affreschi di Giuseppe Isola, conserva una tela seicentesca di bottega olandese, una statua marmorea della Madonna della Neve e quadri di epoca contemporanea di Bartolomeo Delfino.
Sopra l'ingresso principale si trova un organo a canne, opera di Tommaso II Roccatagliata risalente alla seconda metà del Settecento, restaurato e riveduto da Gerolamo Mordeglia nel 1925.